# 라이트 페이저

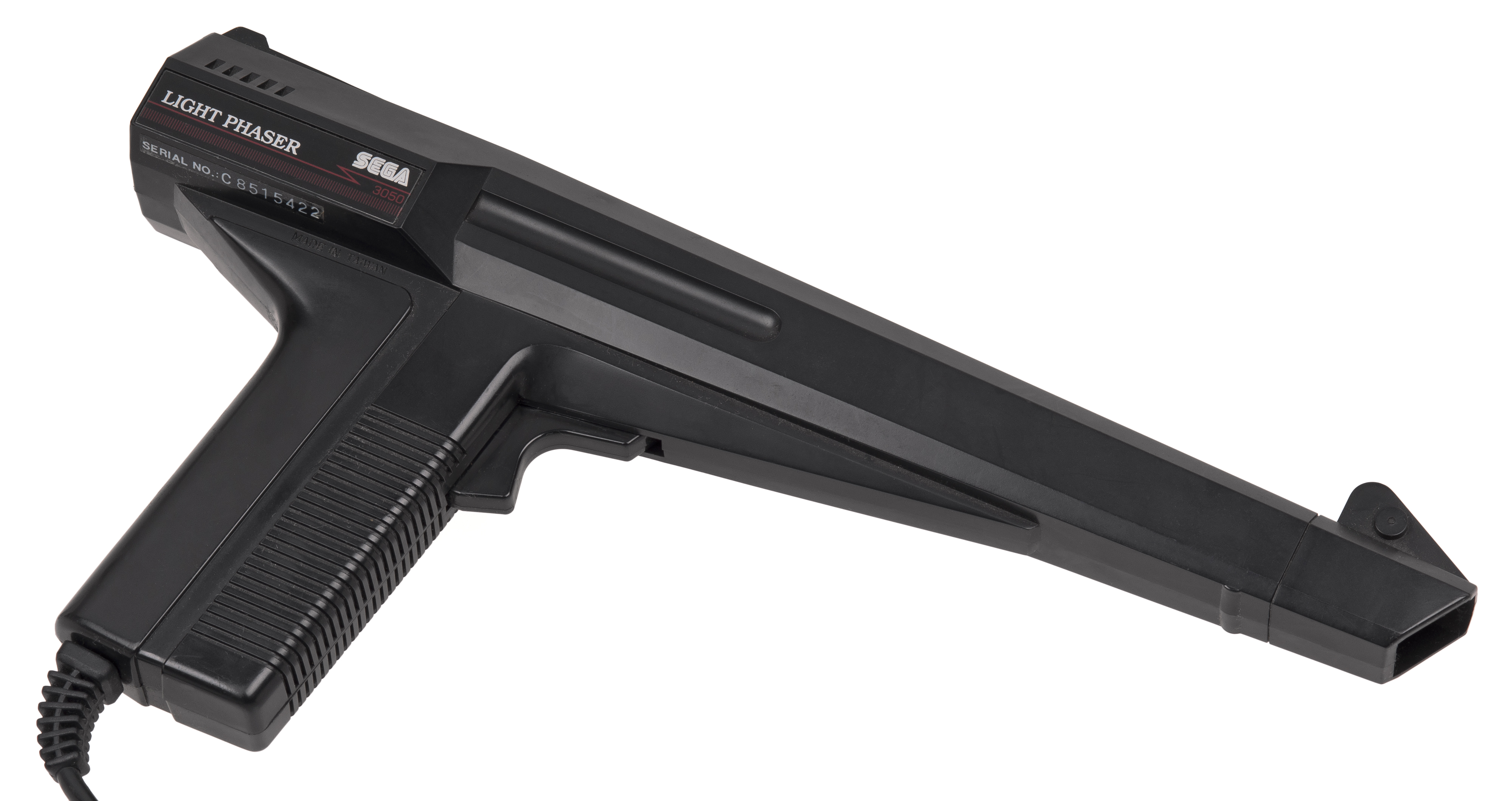
라이트 페이저

라이트 페이저(Light Phaser)는 세가가 개발한 세가 마스터 시스템 용 하드웨어이다. 외형은 권총 모양을 하고 있다.